# Karl Schirra
Karl Schirra (16 ottobre 1928 – 12 settembre 2010) è stato un calciatore tedesco, di ruolo attaccante.

## Carriera

### Nazionale
Con la nazionale della Saar collezionò sei presenze senza segnare nessun gol.